# Kasteel Bempt

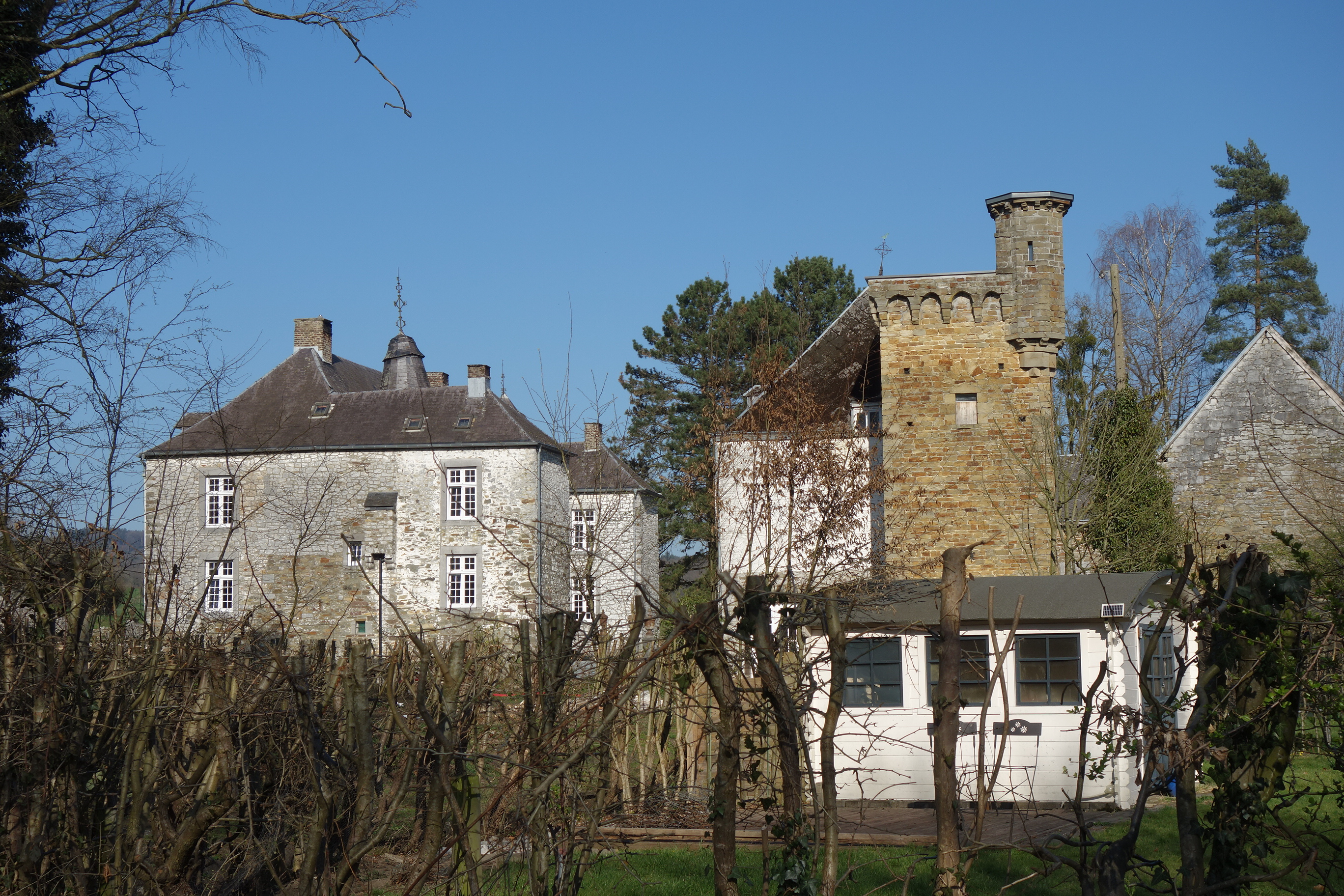
Kasteel Bempt gezien vanaf de straat.

Het Kasteel Bempt (Château de Bempt) is een kasteel in de tot de Belgische gemeente Plombières behorende plaats Moresnet, gelegen aan de Rue de Maarveld 14.

## Geschiedenis
Vermoedelijk was dit kasteel de zetel van de heren van één der zes heerlijkheden van Moresnet. Omstreeks 1600 was het eigendom van Michel Heyendal, bijgenaamd van den Bennelt. Begin 18e eeuw werd het gekocht door Nicolas Hodiamont, maar midden 18e eeuw raakte het, mede als gevolg van een aardbeving, in vervallen staat. Na 1762 werd het hersteld en verbouwd, door toedoen van de familie de Résimont - de Hodiamont, welke het in eigendom had tot 1916, waarna het geërfd werd door barones Sophie van Voorst tot Voorst, waarna het in bezit van deze familie bleef.

## Gebouw
Het kasteel ligt in het dal van de Geul, waar de naam van het kasteel ook vandaan komt, want bempt betekent beemd. Het kasteel is omgracht, en toegankelijk via een stenen brug, en er voor ligt de kasteelboerderij. Het woongedeelte heeft links en rechts twee korte vleugels, op de hoeken waarvan zich een torentje bevindt. Het kasteel is in essentie 17e-eeuws en is deels in baksteen opgetrokken.
De kasteelboerderij omvat koestallen, paardenstallen, een koetshuis en dienstwoningen. Ook werd er in de 19e eeuw een donjon gebouwd in romantiserende stijl, vervaardigd uit kalksteenblokken.